# Semomesia turgida
Semomesia turgida är en fjärilsart som beskrevs av Hans Ferdinand Emil Julius Stichel 1928. Semomesia turgida ingår i släktet Semomesia och familjen Riodinidae. Inga underarter finns listade i Catalogue of Life.